# Raffaele Rossetti
Raffaele Rossetti (Genova, 12 luglio 1881 – Milano, 24 dicembre 1951) è stato un ingegnere, ufficiale e politico italiano, esponente del Partito Repubblicano.

## Biografia

### Gli studi universitari e la carriera militare
Raffaele Rossetti ottenne la laurea in Ingegneria industriale alla Regia Scuola di Applicazione per gli Ingegneri in Torino il 1º settembre 1904. Entrato come allievo all'Accademia Navale di Livorno, ricevette nel novembre 1904 la nomina a Tenente del Genio Navale in servizio permanente attivo. Nel dicembre del 1906 conseguì la laurea in Ingegneria Navale e Meccanica presso il Politecnico di Milano e, nello stesso mese, venne destinato presso la Direzione delle Costruzioni Navali dell'Arsenale militare marittimo di Taranto dove, il 1º agosto 1908, conseguì la promozione a Capitano del Genio Navale.
Dal maggio 1909 al novembre 1910 imbarcò sulla nave da battaglia Regina Elena; quindi sull'incrociatore corazzato Pisa fino al marzo 1912 e, dallo stesso mese al luglio dello stesso anno, sulla nave officina Vulcano. Partecipò al conflitto italo-turco stando imbarcato sull'incrociatore Pisa. Dall'aprile 1915 al maggio 1917 prestò servizio presso l'Ufficio Tecnico della Regia Marina di Genova quindi venne destinato alla Direzione delle Costruzioni Navali dell'Arsenale della Spezia dove, il 16 giugno 1917, conseguì la promozione a Maggiore del Genio Navale.

### L'affondamento dellaViribus Unitis
L'azione militare che ha reso famoso Rossetti fu l'affondamento della corazzata Viribus Unitis, ammiraglia della Marina austriaca, nel porto di Pola. Primo ideatore dei mezzi speciali insidiosi, Rossetti si era già dedicato con intelligenza e costanza alla creazione ed al perfezionamento di una speciale torpedine, con scoppio regolato a tempo da applicarsi alla chiglia della nave nemica mediante l'azione di un nuotatore. L'ordigno, chiamato anche "mignatta", fu personalmente impiegato dal suo ideatore, coadiuvato nell'impresa dal Tenente Medico Raffaele Paolucci, per l'azione di guerra del 1º novembre 1918 nella base navale austriaca di Pola.
La sera del 31 ottobre 1918 Raffaele Rossetti e Raffaele Paolucci avevano già lasciato Venezia a bordo di due motoscafi armati siluranti (MAS) scortati da due torpediniere. Giunte nelle acque istriane a poche miglia dall'imbocco del porto di Pola, le torpediniere si ritirarono e un MAS rimorchiò la "mignatta" (ideata da Rossetti, usando un siluro) fino ad alcune centinaia di metri dalla diga foranea del porto. La mignatta era un apparecchio pilotato motorizzato e dotato di due ordigni sganciabili da fissare alla chiglia di una nave per mezzo di un elettromagnete ad accumulatori, e un prototipo era già stato fabbricato in gran segreto nell'arsenale della Spezia nell'aprile dello stesso anno.

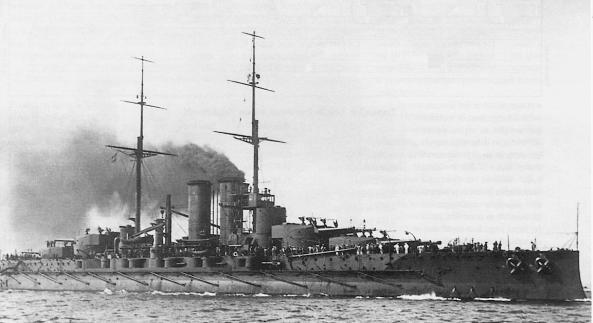
La Viribus Unitis, costruita nel 1912, era il fiore all'occhiello della Marina Austriaca

Alle ore 22:18 i due ufficiali italiani puntarono verso il porto di Pola a bordo della mignatta, mentre il MAS si allontanò verso il punto dove avrebbe dovuto raccoglierli dopo l'azione. L'avvicinamento all'obiettivo fu complesso e rischioso: Rossetti e Paolucci dovettero trascinare la mignatta a motore spento oltre le ostruzioni (sbarramento esterno e tre ordini di reti) ed eludere l'intensa vigilanza austriaca. Passati inosservati alle sentinelle sulla diga, alle imbarcazioni di ronda e a un sommergibile nella rada, i due guastatori giunsero verso le 3:00 in prossimità delle navi ancorate.
Solamente alle ore 4:45 del 1º novembre 1918, dopo più di sei ore in acqua, i due ardimentosi ufficiali riuscirono infine a posizionarsi a poche decine di metri dallo scafo della Viribus Unitis. Rossetti si staccò dalla mignatta e si avvicinò alla chiglia della corazzata con uno dei due ordigni, mentre il compagno rimase ad attenderlo al timone del mezzo che risultava poco governabile a causa della corrente. Alle 5:30 l'esplosivo da 200 kg fu finalmente assicurato alla carena dell'obiettivo e programmato per le ore 6:30, ma quando Rossetti ritornò da Paolucci i due vennero illuminati dalla luce di un proiettore e subito scoperti.
Prima della cattura, Paolucci riuscì tuttavia ad attivare la seconda carica di esplosivo, mentre Rossetti affondò la mignatta, che ingovernata andò ad arenarsi nei pressi del piroscafo Wien, ormeggiato a poca distanza, facendolo a sua volta affondare. I due furono portati a bordo della Viribus Unitis, dove appresero che nella notte l'alto comando austriaco aveva ceduto la flotta di Pola agli jugoslavi e che la nave non batteva più bandiera austriaca.
Solo alle 6:00 avvertirono il capitano Vuković che la corazzata poteva esplodere da un momento all'altro, e prontamente questi ordinò a tutti di abbandonare immediatamente la nave e di trasferire i prigionieri a bordo della nave gemella Tegetthoff. Ma l'esplosione non avvenne e l'equipaggio fece gradualmente ritorno a bordo, non dando più credito all'avvertimento dei due italiani, finché alle 6:44 la carica brillò davvero e la corazzata austriaca, inclinatasi su un lato, cominciò rapidamente ad affondare. L'azione si concluse così con oltre 300 tra vittime e dispersi, tra cui il comandante Vuković, che fu colpito mortalmente dalla caduta di un albero di legno mentre a nuoto cercava di porsi in salvo.
Rossetti e Paolucci si tuffarono dalla Viribus Unitis, riuscendo a sopravvivere all'affondamento della corazzata durato meno di 15 minuti, e furono imprigionati per alcuni giorni fino a quando Pola non fu liberata da truppe italiane vittoriose. L'azione gli valse la Medaglia d'oro al valor militare.

### L'attività politica antifascista
Promosso al grado superiore per merito di guerra, il 16 novembre 1919, Rossetti, a domanda, venne posto in congedo e promosso Colonnello nella riserva navale. Con l'avvento del fascismo, entrò nel Partito Repubblicano. Nel 1923, a Roma, fondò, insieme a Giovanni Conti, Randolfo Pacciardi, Fernando Schiavetti e Cino Macrelli, il movimento trasversale Italia libera, composto da ex-combattenti antifascisti. Il 13 giugno 1925, mentre testimoniava solidarietà per Gaetano Salvemini, arrestato per reati di opinione, subì l'aggressione da parte delle squadre d'azione fasciste e finì all'ospedale. Preferì quindi espatriare in Francia, lavorando come tipografo.
Nel 1930 fu chiamato da Carlo Rosselli, Emilio Lussu, Alberto Tarchiani e Alberto Cianca, a far parte del gruppo dirigente di Giustizia e Libertà, con sede a Parigi che, almeno inizialmente, si proponeva di coordinare i partiti antifascisti italiani in esilio. La permanenza di Rossetti in Giustizia e Libertà ebbe polemicamente termine dopo la sua immotivata esclusione dall'organizzazione del volo su Milano per gettare manifestini antifascisti da parte di Giovanni Bassanesi. Nell'agosto del 1930, infatti, insieme a Cipriano Facchinetti, dette vita alla nuova organizzazione clandestina "La Giovine Italia".
La frattura tra l'eroe della prima guerra mondiale e Giustizia e Libertà fu tale che, al 4º congresso in esilio del Partito Repubblicano, che si tenne a Saint Louis il 19-20 marzo 1932, Rossetti si pose a capo della corrente contraria alla partecipazione del PRI alla Concentrazione d'azione antifascista, un organismo cui aderivano anche Giustizia e Libertà (ormai movimento autonomo) e il PSI in esilio.
La corrente di Rossetti, alleatasi con la sinistra filo comunista del partito (Fernando Schiavetti), risultò maggioritaria e l'affondatore della Viribus Unitis fu eletto segretario politico del Partito Repubblicano Italiano. Mantenne tale carica sino al congresso successivo, che si tenne a Parigi, (22-23 aprile 1933), e nel quale, sull'opposto programma filo concentrazionista fu eletto segretario politico Randolfo Pacciardi.
Durante la guerra civile spagnola, Rossetti si trasferì a Barcellona, e collaborò con la radio locale lanciando proclami antifascisti. Per tale motivo, il governo italiano gli revocò la medaglia d'oro conseguita nella prima Guerra Mondiale. Con l'avvento della Repubblica, tale provvedimento fu annullato. Massone, fu membro del Grande Oriente d'Italia. Nel secondo dopoguerra non ha svolto attività politica. Scomparso alla vigilia di Natale del 1951, Raffaele Rossetti riposa oggi nel cimitero di Sant'Ambrogio di Zoagli, con un epitaffio preso da Gabriele D'Annunzio.

## Onorificenze
Maggiore G.N. M.M. imbarcato sull'incrociatore Pisa
La città di Genova gli ha dedicato una piazza in prossimità della fiera.
Il Comune di Santa Margherita Ligure gli ha dedicato il tratto extra urbano della strada che conduce a Portofino, la SP 227.
La Capitale gli ha intitolato una strada nel quartiere Della Vittoria